# Lepilemur seali
Il lepilemure di Seal (Lepilemur seali Louis, 2006) è una specie di lemure recentemente scoperta, endemica del Madagascar.
Deve il nome della specie al Dr. Ulysses Seal, studioso e promotore della conservazione delle specie minacciate.

## Distribuzione
La specie è diffusa nella zona nord-orientale dell'isola, nell'area compresa grossomodo fra i fiumi Antainambalana e Bemarivo, dove preferisce le zone di foresta pluviale ad altezze medie.

## Descrizione

### Dimensioni
Misura fino a 64 cm di lunghezza, pur rimanendo generalmente al di sotto dei 60 cm: di questi, al massimo 30 cm spettano alla coda.

### Aspetto
Il pelo è arricciato e di color bruno-ruggine scuro su tutto il corpo, con gli avambracci delle 4 zampe, la testa e la radice della coda nerastri.
Gli occhi sono bruno-rossicci, le orecchie attaccate lateralmente rispetto al cranio ed appuntite.
Le dita di mani e piedi sono molto allungate e terminano con polpastrelli callosi e rigonfi per una migliore presa sui rami.